# Ограбление по-джентльменски
«Ограбление по-джентльменски» (англ. The Misfits) — американский боевик режиссёра Ренни Харлина, главные роли исполнили Пирс Броснан, Тим Рот, Ник Кэннон, Джейми Чон и Гермиона Корфилд. Автор сценария — Курт Уиммер.

## Сюжет
Принц, предводитель команды Изгоев, подбирает известного вора Ричарда Пейса после его очередного преступления и помогает ему скрыться от преследователей. Он знакомит Пейса с участниками группы: Ринго, Виком и Вайолет. Они просят Пейса помочь им ограбить сверхсовременную тюрьму в Джазеристане, которая принадлежит его старому неприятелю Шульцу, связанному с главарём арабских террористов. Пейс отказывается, однако к этому времени самолёт уже приземляется на территории страны.
Пейс заходит в местный ресторан, где внезапно сталкивается со своей дочерью Хоуп, которую уже давно не видел. Вечером они отправляются на прогулку и беседуют о прошлом. Дочь расстроена образом жизни отца, но верит, что в глубине души он хороший человек. После она уезжает на конгресс по помощи нуждающимся, а Пейс выпивает в баре. После долгих раздумий он всё же решает помочь Изгоям. Пейс встречается с ними и обговаривает детали. Изгои заявляют, что помогают бедным людям, наказывая богатых и отбирая у них нечестно заработанные деньги, и не собираются делить добычу, а отдадут её на благотворительность. Тогда Пейс снова собирается отказаться, но появляется его дочь, которая и является заказчиком этого дела. Она упрашивает отца помочь Изгоям, и он всё-таки соглашается.
Команда пробирается через пустыню на верблюдах. На скором привале Пейс пытается заигрывать с Вайолет, но у него это не выходит. Затем он разговаривает с дочерью, и та надеется, что отец не бросит её снова после завершения дела. Добравшись до города, Хоуп и Вайолет снимают номер в отеле и говорят о жизни. Затем Изгои следят за Шульцем и прорабатывают план ограбления. Они намерены проникнуть в хранилище с золотом с помощью взрыва. С помощью Пейса команде удаётся выяснить, что хранилище обустроено в прачечной тюрьмы, после чего решают проникнуть внутрь и взглянуть на тюрьму изнутри самостоятельно.
Пейс и Вик проникают в тюрьму под видом рабочих. Ринго заявляется в качестве сотрудника инспекционной проверки и общается с начальником тюрьмы Абдулой. Он требует, чтобы тот заказал новое оборудование взамен якобы устаревшего. Хоуп снаружи проводит манипуляции с телефонной связью. Вскоре Пейс и Вик обнаруживают защищённое гигантской дверью хранилище и понимают, что им будет непросто пробраться туда. На следующий день они подмешивают в еду яд, чтобы вызвать массовое отравление заключённых и устроить в тюрьме неразбериху. Когда в тюрьму, лазарет которой оказывается в момент переполнен, съезжаются службы экстренной помощи, вновь пробравшиеся внутрь Пейс и Вик пользуются ситуацией и взрывают потолок хранилища из туалета над прачечной, после чего проникают внутрь и выводят из строя камеры видеонаблюдения, немедленно приступая к вывозу золота. Шульц прибывает в тюрьму, чтобы лично проконтролировать чрезвычайное происшествие. Сразу после сотрясшего всё здание взрыва заминированного Изгоями автомобиля на парковке он быстро осознаёт, чьих это рук дело, а также понимает, что изображение на мониторах охраны не соответствует действительности, но когда приходит в хранилище оно оказывается уже пустым.
Люди Шульца захватывают дочь Пейса в отеле, сам Шульц вместе с другими подчинёнными отправляется в погоню за Изгоями. После длительной поездки по пустыне Изгои прибывают к самолёту, а Шульц подъезжает за ними. Команда выходит без оружия и вооружённый Шульц торжествует и чувствует преимущество над ними, но в этот момент из ниоткуда появляются солдаты Принца. Шульц хочет воспользоваться козырем и звонит своим людям в отеле, но оказывается, что те схватили не Хоуп, а Вайолет, которая затем благополучно освобождается и побеждает бандитов. Шульца вместе с главарём арабских террористов Абу Хиравой, который также лишь оказался пешкой, увозят на белых машинах, предположительно, на казнь за потерю золота.
Зрителю впервые открывают, как Изгоям удалось вывезти золото из тюрьмы незамеченными - они расплавили его с помощью "нового оборудования", замаскированного под стиральные машины, и залили массу в форму гигантской статуи орла, которую покрасили в красный и вывезли через парадный вход под видом рабочих в фургоне якобы на реставрацию. После ограбления Изгои без Пейса подъезжают к своему ангару и видят тюремный фургон, который вёл Пейс. Когда они заглядывают внутрь, то обнаруживают там не золотую, а оригинальную глиняную статую, и понимают, что Пейс всё таки забрал себе всю добычу и исчез. Однако в этот момент открываются двери ангара и Пейс демонстрирует Изгоям золотую статую, которую взял лишь отполировать. В конце фильма все отдыхают на пляже, Пейс окончательно решает присоединиться к Изгоям, а по радио сообщается, что анонимный благодетель внёс огромное пожертвование на благотворительность.

## В ролях
- Пирс Броснан — Ричард Пейс
- Тим Рот — Шульц
- Джейми Чон — Вайолет
- Гермиона Корфилд — Хоуп
- Ник Кэннон — Ринго
- Рами Джабер — Принц
- Майк Анджело —  Вик
- Кайс Кандил — Джейсон Куик

## Производство
«Мы очень рады видеть его [Броснана] в нашей команде», — сказал Харлин, режиссёр фильма. «Мы с Пирсом дружим много лет и какое-то время искали проект, над которым можно было бы поработать. Я не мог и надеяться на лучшего актёра для исполнения главной роли».
Впервые о проекте было объявлено 12 февраля 2019 года на Европейском кинорынке Берлинского международного кинофестиваля. Съёмки прошли в Абу-Даби, Дубае и Лос-Анджелесе. Основные съёмки начались через неделю после фестиваля.
По состоянию на 23 марта 2020 года фильм находился на стадии постпродакшна.

## Релиз
В марте 2021 года было объявлено, что выпуск фильма запланирован на 11 июня 2021 года. В российский прокат картина вышла 10 июня. 

## Отзывы критиков
В основном картина получила неблагоприятные отзывы критиков. На сайте-агрегаторе рецензий Rotten Tomatoes фильм имеет рейтинг 14 % со средним баллом 4,10 из 10 на основе 14 отзывов.